# Редозубов, Дмитрий Васильевич
Редозубов Дмитрий Васильевич (1904—1978) — советский мерзлотовед, гидрогеолог, внёсший существенный вклад в изучение вечной мерзлоты и методов её геологоразведки.

## Биография
Дмитрий Редозубов получил высшее педагогическое образование (преподаватель математики) в Ленинграде. 14 июня 1936 года, ещё будучи студентом, был репрессирован и осуждён особым совещанием на пять лет лагерей по статье 58-10 (антисоветская деятельность). Направлен в Ухтпечлаг, откуда в июле 1936 г. переведён в Воркуту. Годы заключения сделали Редозубова убеждённым антикоммунистом. Вот как его описывает режиссёр Игорь Шадхан: 
Был такой Дмитрий Васильевич Редозубов - замечательный ученый. В зоне был вечным дежурным по бараку, читал зекам Гоголя на ночь, а потом топил печку и занимался наукой. Он мне говорил: «Никогда в эту партию больше не вернусь».
 Шадхан же, в другом интервью, вспоминает обстоятельства его перевода из лагеря в закрытое НИИ: 
Вот Дмитрий Васильевич Редозубов, бывший зэк, провел в лагере около десяти лет. Строил дорогу, по которой я совсем недавно ехал. Однажды на косогоре, рассказывал он, появилась «эмка», из неё вышел человек в гимнастерке и в рупор («матюгальник») крикнул туда, вниз, тем, кто укладывал шпалы: «У кого есть высшее образование, поднимайтесь наверх!» Среди тех, кто отозвался, был и Дмитрий Васильевич. Он стал сотрудником чего-то вроде шарашки, изучал мерзлоту. Надо было строить, а мерзлота все разрушает.
Окончательно освободился Редозубов 14 июня 1941 года. Занимался исследованиями температурного режима вечномёрзлой толщи, предложил новые методы терморазведки. Возглавил мерзлотоведческую лабораторию Центральной научно-исследовательской базы. Был одним из оппонентов теории деградации Сумгина, являясь сторонником предложенной в противовес теории аградации многолетней мерзлоты. В 1951 г., во время новой волны репрессий, был отстранён от должности, но продолжал неформально руководить лабораторией.
Преподавал в Горном техникуме, а в 1960-е в Воркутинском филиале ЛГИ, был инициатором организации Учебно-консультационного пункта ВЗПИ в Воркуте. После полной реабилитации уехал в Ленинград.
Расчёт конфигурации мёрзлых толщ по методу Редозубова до сих пор входит в программу специальности «Инженерная геология, мерзлотоведение и грунтоведение» МГУ, соответственно на его работы ссылаются многие современные диссертации по мерзлоте. Это связано ещё и с тем, что первая работа по геотермическому методу (в применении к мерзлоте) была опубликована Артуром X. Лакенбруком (агл. — Lachenbruch) в 1957 году, соответственно работы Редозубова были одними из первых работ по методу геотермии в СССР, который начал активно применяться для поиска месторождений полезных ископаемых с середины 60-х годов..